# Нагано
Нага́но (яп. 長野市 нагано-си) — центральный город Японии на острове Хонсю. Является административным центром префектуры Нагано. Площадь города составляет 834,85 км², население — 377 741 человек (1 августа 2014), плотность населения — 452,47 чел./км². Лёгкая промышленность, машиностроение, университет, буддийский центр.

## География
Город лежит во впадине Нагано, у слияния длиннейшей реки Японии — Тикумы (Синано) — и её крупнейшего притока — Сая.

## История
В VII веке у слияния Тикумы и Сая был основан буддийский монастырь Дзэнкодзи. В XII—XII веках вокруг него сложился город, позднее ставший важной торговой точкой и станцией на дороге Хоккоку.
Во второй половине XVI века у города прошло несколько сражений армий князей Такэды Сингэна и Уэсуги Кэнсина.
Город основан 1 апреля 1897 года, став первым городом в префектуре Нагано и 43-м городом в Японии. В 1923 году к территории города были присоединены город Ёсида и деревни Сарита, Мива и Комаки.

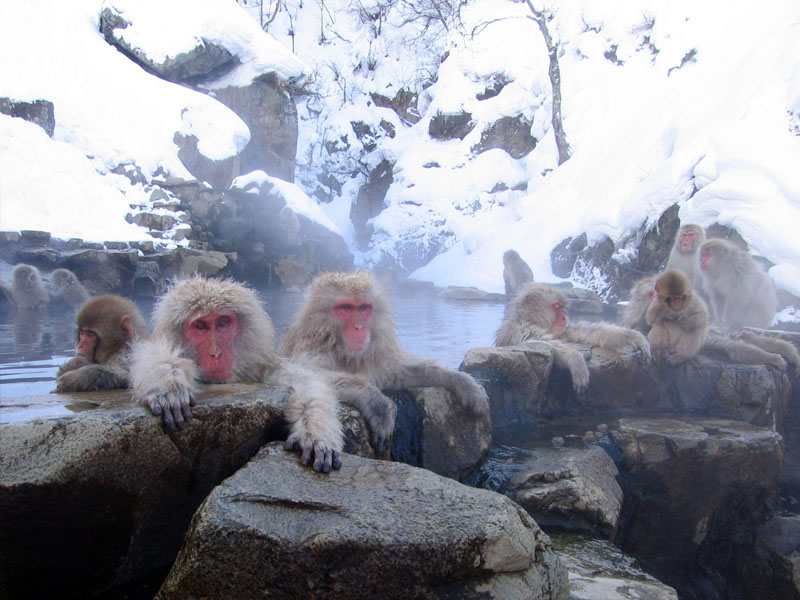
Макаки греются в онсэне в Нагано

### XVIII зимние Олимпийские игры
В 1998 году Нагано принимал XVIII зимние Олимпийские игры и VII зимние Паралимпийские игры. Церемонии открытия и закрытия проходили на Олимпийском стадионе Нагано. Также в Нагано на катке М-Вейв проводились соревнования по конькобежному спорту. По состоянию на 2018 год, Нагано — самый южный город мира, в котором проходили зимние Олимпийские игры.

## Транспорт
Город является важным транспортным узлом — через него проходит линия Хокурику-синкансэна (станция Нагано) и скоростные автострады «Дзёсин-Эцу» и «Нагано». Также через него проходят железнодорожные линии Синъэцу, Иияма, Синано и Синонои, и дороги национального значения № 18, 19 и 406.

## Экономика
Нагано является важным торговым и промышленным центром, главными отраслями экономики являются пищевая и печатная промышленность, машиностроение и сельское хозяйство (яблоки, виноград, китайский ямс). В городе расположен центральный офис банка Hachijuni, а также штаб квартиры и заводы компаний «Shinko Electric Industries Co.», «Nagano Japan Radio Co.», «Maeda Seisakusho Co.».

## Образование
Город является культурно-образовательным центром, там расположены педагогический и инженерный факультеты университета Синсю и Национальный технологический колледж.

## Города-побратимы
- Клируотер, США
- Сидзуока, Япония